# Бабушкінська (станція метро)
55°52′10″ пн. ш. 37°39′52″ сх. д. / 55.86944° пн. ш. 37.66444° сх. д.
«Ба́бушкінська» (рос. Бабушкинская) — станція Калузько-Ризької лінії Московського метрополітену. Розташована між станціями «Медведково» і «Свіблово» у Бабушкінському районі Москви, Росія.
Станція відкрита 29 вересня 1978 у складі черги «ВДНХ» — «Медведково».

## Вестибюлі
Наземні вестибюлі відсутні, вхід на станцію здійснюється через підземні переходи, що мають виходи на вулиці Менжинського і Єнісейську. На початку 2000-х над двома входами до переходу встановлено дах з легких конструкцій. Південний вихід сполучений з платформою ескалатором, північний — тільки сходами.

## Технічна характеристика
Конструкція станції — односклепінна мілкого закладення (споруджена методом «стіна в ґрунті») (глибина закладення — 10 м). Споруджена зі збірного залізобетону.

## Колійний розвиток
Станція без колійного розвитку.

## Оздоблення
Художнє оздоблення станції присвячено підкоренню Арктики. Виходи зі станційного залу прикрашені художніми композиціями на тему освоєння Арктики (автор А. М. Мосійчук). Дані композиції схожі на вентиляційні труби: з центральної труби південного виходу видніється літак-біплан, в центральній трубі північного виходу — летючий корабель.
Стіни станції оздоблені світлим мармуром, підлога викладена чорним і сірим гранітом. Світильники розташовуються в пазах на еліптичному склепінні.

## Пересадки
- Автобуси: с15, 124, 181, 238, 238к, 346, 349, 393, 605, 649, 696, 880, 928, н6;
- Трамвай: 17